# Toxoplasma (groupe)
Pour les articles homonymes, voir Toxoplasma.
Toxoplasma est un groupe allemand de punk hardcore, originaire de Neuwied.

## Histoire

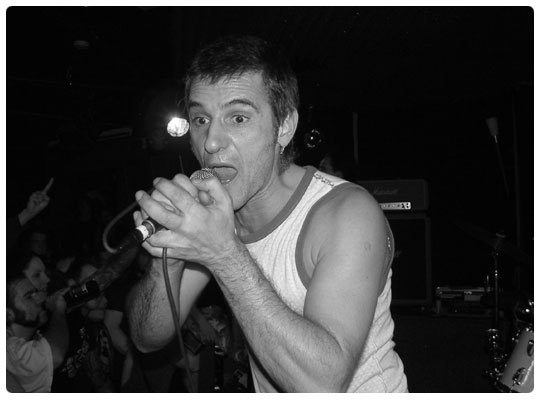
Toxoplasma en 2005.

Le groupe est formé en 1980 à Neuwied, dans le quartier de Feldkirchen, et est initialement composé de Wally Walldorf, Stefan, Harry et Markus B., qui est remplacé par Uwe Schellhaas après seulement quelques répétitions. En 1981, le groupe publie un enregistrement de démos ; en 1982, le groupe figure avec trois morceaux sur la compilation germano-américaine Underground Hits du label berlinois Aggressive Rockproduktionen (AGR), sur lequel il publie également son premier album l'année suivante.
Parallèlement, le groupe part en tournée en Allemagne avec le groupe américain de reggae et punk hardcore Bad Brains. Après cette tournée, Stefan rejoint Canal Terror en tant que batteur et Thomas « Mitch » Michel rejoint le groupe en tant que bassiste. En 1985, Harry quitte également le groupe. Après d'autres changements et départs, le groupe se sépare pour la première fois en 1986.
Au début des années 1990, Wally au chant, Mitch à la basse et Uwe Schellhaas à la guitare enregistrent de nouveaux disques d'influence heavy metal avec une boîte à rythmes chez AGR. C'est dans cette formation que naît le mini-LP Monsters of Bullshit, en 1990. Andreas « Mini » Berg rejoint ensuite le groupe en tant que batteur et George Rademacher en tant que guitariste supplémentaire. En 1991, le LP Ausverkauf sort, après quoi Uwe quitte le groupe. Après trois autres sorties de LP dans cette formation, des contributions à des compilations et des tournées, le groupe se sépare pour la deuxième fois en 1998.
En 2004, le groupe se produit à nouveau dans sa formation originale. Le répertoire joué est toutefois exempt de toute influence metal. Uwe est remplacé par Boris à la guitare en été 2005 et Harry par Hermann des Bubonix en hiver 2008.

## Discographie

### Albums, EP et singles
- 1983 : Toxoplasma (AGR, réédité en 2004 chez Weird Syste)
- 1990 : Monsters of Bullshit (AGR)
- 1991 : Ausverkauf (AGR)
- 1992 : Gut und Böse (AGR)
- 1994 : Leben verboten (Impact Records)
- 1994 : Demos ’82 (single, Get Happy!! Records)
- 1995 : Demos ’81 (single, Get Happy!! Records)
- 1995 : Split-7" avec Small But Angry (Impact Rec.)
- 1995 : … Spielen ihre Lieder (live) (Impact Rec.)
- 2012 : Demos 81/82 (singles édités chez Twisted Chords)
- 2013 : Köter (LP, album) (Aggressive Punk Produktionen)

### Apparitions
- 1983 : Arschlecker et Psychoanalyse sur la compilation Underground Hits
- 1984 : Bunkerparty et Noch mehr Orden sur la compilation Mutti’s muntere Melodei
- 1986 : Föhnlied sur la compilation The Power of Love – International Hardcore Compilation
- 1992 : Alles oder nichts et Mutantentanz sur la compilation Willkommen zur Alptraummelodie
- 1997 : Ohne mich sur la compilation Schlachtrufe BRD V